# Natica couteaudi
Natica couteaudi is een slakkensoort uit de familie van de Naticidae. De wetenschappelijke naam van de soort is voor het eerst geldig gepubliceerd in 1885 door Rochebrune & Mabille.